# Ranger 6

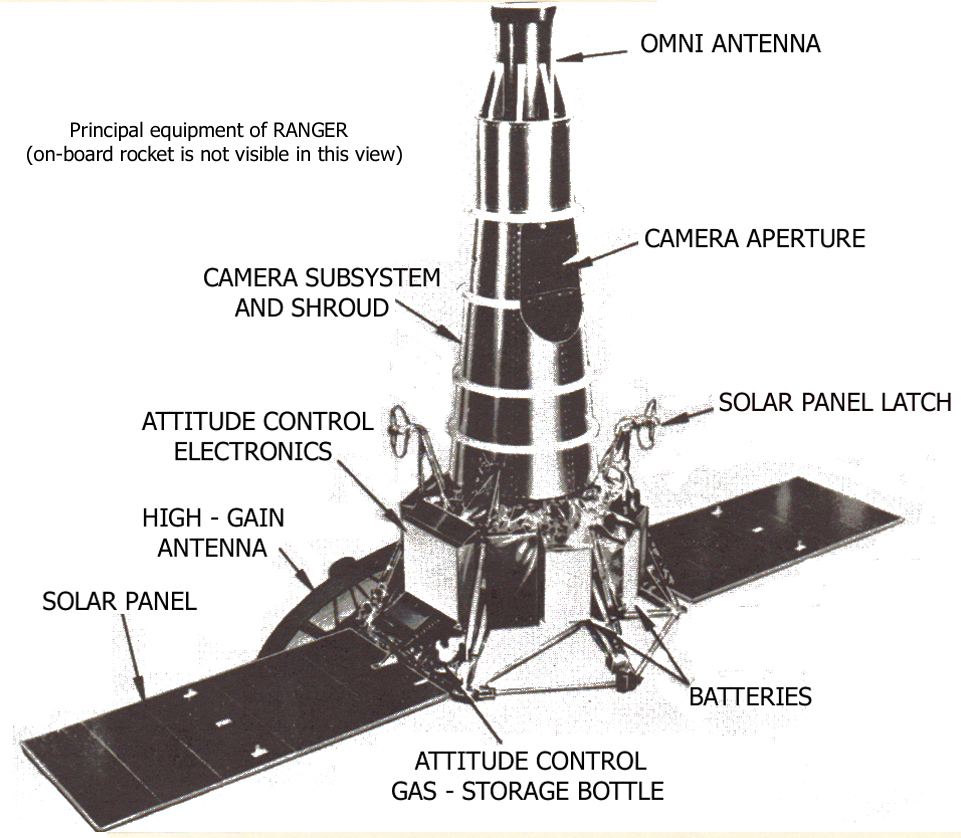
Aufbau von Ranger 6

Ranger 6 war eine Raumsonde der US-amerikanischen Raumfahrtagentur NASA. Sie war die sechste Sonde im Rahmen des Ranger-Programms zur Erforschung des Mondes. Sie war die erste Sonde im sogenannten Block-III-Design. Da die vorhergehenden Sonden maximal einen Teil ihrer Aufgaben erfüllt hatten, wurde das Block-II-Design überarbeitet. Die wichtigsten Änderungen waren eine verbesserte Konstruktion der Solarzellen, der Einbau einer Pufferbatterie mit einer Laufzeit von neun Stunden sowie der Verzicht auf die Landekapsel mit seismologischen Experimenten. Ranger 6 wog 381 Kilogramm. Wie die vorhergehenden Missionen sollte sie vor dem Aufschlag Bilder der Mondoberfläche machen und zur Erde übermitteln.

## Mission
Ranger 6 startete am 30. Januar 1964 an Bord einer Atlas-Agena-B-Rakete von der Startrampe LC-12 der Cape Canaveral Air Force Station. Nach Erreichen der Parkbahn zündete die Agena-Oberstufe und Ranger 6 nahm Kurs auf den Mond. Am 2. Februar 1964, 65,5 Stunden nach dem Start, schlug die Sonde auf dem Mond auf, ohne Bilder übermittelt zu haben. Vermutlich hatte ein Kurzschluss im TV-System die Kameras zerstört.